# Ricardo Cavalcante Ribeiro
Ricardo Cavalcante Ribeiro (nacido el 23 de febrero de 1977) es un exfutbolista brasileño que se desempeñaba como defensa.
Jugó para clubes como el CFZ do Rio, Kashima Antlers, Vegalta Sendai, Sanfrecce Hiroshima, Kyoto Purple Sanga, Juventude y Joinville.

## Trayectoria

### Clubes
| Club                | País   | Año         |
| ------------------- | ------ | ----------- |
| CFZ do Rio          | Brasil | 1998        |
| Kashima Antlers     | Japón  | 1998 - 1999 |
| Vegalta Sendai      | Japón  | 2000 - 2002 |
| Sanfrecce Hiroshima | Japón  | 2003 - 2004 |
| Kyoto Purple Sanga  | Japón  | 2005 - 2006 |
| Juventude           | Brasil | 2007        |
| Joinville           | Brasil | 2008        |